# Himatolabus axillaris
Himatolabus axillaris es una especie de coleóptero de la familia Attelabidae.

## Distribución geográfica
Habita en México, Estados Unidos y Guatemala.